# Football Club Bassano 1903
Il Football Club Bassano 1903 A.S.D., meglio noto come Bassano, è una società calcistica italiana con sede nella città di Bassano del Grappa, in provincia di Vicenza. Milita in Serie D, la quarta divisione del campionato italiano.
Costituito nel 2018, intende proseguire la tradizione sportiva iniziata de facto nel 1903 e de iure nel 1920 con la fondazione dell'Unione Sportiva Bassano e poi transitata attraverso varie realtà, ultima delle quali il Bassano Virtus 55 Soccer Team, trasferitosi a Vicenza al termine della stagione 2017-2018.
Il miglior successo conseguito dalla squadra è stata la partecipazione a quattordici stagioni della terza serie nazionale, con un secondo posto quale miglior piazzamento.
Nel suo palmarès può vantare la conquista di uno Scudetto Serie D,  di una Coppa Italia Serie C e di una Supercoppa di Lega di Seconda Divisione.

## Storia

### Le origini del calcio a Bassano e il primo sessantennio (1903-1968)
Il primo sodalizio dedito al gioco del foot-ball nacque nel 1903, con la denominazione di Unione Sportiva Bassano.
Nel 1913 nacque il Football Bassano. Le società esistenti interruppero le attività sportive con l'arrivo della guerra, nel 1915. Nel 1918, al termine del conflitto, il Football Bassano riprende la attività e un anno più tardi, nel 1919, viene fondata l'Unione Sportiva Vigor.
Nel 1920 viene ricostituita l'U.S. Bassano, fondata nel 1903, con la denominazione di Unione Sportiva Bassanese, le cui prime attività consisteranno in amichevoli con squadre locali. Un anno più tardi nasce la polisportiva Edera e nel 1922 l'Associazione Calcistica Bassano, che prenderà parte al campionato di Quarta Divisione Veneto, nel 1923. Il primo avversario fu il Cittadella, sconfitto per 3-2. Un anno più tardi il Bassano si laurea vicecampione regionale e conquista la promozione in Terza Divisione. Il debutto in campionato avviene a Trento, dove fu sconfitto per 3-1 dalla compagine locale. La permanenza in Terza Divisione dura tre stagioni e nel 1927-1928, nonostante consistenti deficit economici, arriva la promozione in Seconda Divisione. Il crescente interesse nei confronti del sodalizio cittadino porta anche alla costituzione dei primi club di tifosi.
Nell'estate del 1932 il Bassano è in procinto di scomparire a causa di difficoltà economiche. Viene dunque allestito un parco tecnico comprendente un mix di giovani calciatori locali e calciatori più anziani in cerca di riscatto. Nonostante ciò, viene vinto il campionato e conquistata la promozione in Prima Divisione, alla quale partecipano formazioni più blasonate. Dopo due tornei di bassa classifica, la Prima Divisione viene declassata, divenendo il primo livello regionale. Il Bassano si ritira dopo la prima giornata del torneo 1935-1936, disputando in stagione solo campionati giovanili. Nel 1936 viene costituita l'Associazione Sportiva Fascista Calcio Bassano che si scioglierà definitivamente dopo la disputa del campionato 1936-1937.
La squadra bassanese risale in serie C nel 1941, giocandovi due stagioni prima dell'interruzione dei campionati per motivi bellici. Nel 1944, a guerra in corso, il Bassano riesce comunque ad organizzarsi per partecipare al Campionato Alta Italia, dove affronta i principali club della regione tra cui Venezia, Padova e Treviso, chiudendo al quarto posto il suo girone regionale subito dopo queste squadre. Con la nuova denominazione di Associazione Calcio Bassano, nel dopoguerra la squadra naviga tra la Serie D e la Prima categoria Veneta.

### Dalla fusione con la Virtus all'era Rosso (1968-1996)
Nel 1967 il club assume la denominazione di Bassano Virtus, a seguito della fusione con la società A.C. Virtus del Centro Giovanile, ed utilizza per alcuni anni come terreno di casa lo stadio Giusti, sito nel centro della città. Fino alla fine del XX secolo il Bassano Virtus milita tra il campionato regionale di Eccellenza e la serie D.

### 1996-2018: l'era Rosso
L'acquisizione del club da parte della famiglia dell'imprenditore tessile Renzo Rosso, avvenuta nel 1996, ebbe un ruolo fondamentale nel riportare ad alti livelli i giallorossi, la cui ragione sociale divenne Bassano Virtus 55 Soccer Team, evocando l'anno di nascita del nuovo facoltoso patròn, il 1955.
Nella stagione 2004-2005 la società è promossa per la prima volta nella sua storia in serie C2 e si aggiudica lo Scudetto Serie D, per poi vincere nel 2007-2008 la Coppa Italia Serie C, battendo in finale il Benevento. Sempre nel 2008 perde la finale play-off per la serie C1 contro il Portogruaro-Summaga. Nella stagione 2008-2009 arriva di nuovo ai play-off, ove viene eliminata dal Giulianova, che pareggia 1-1 a Bassano e vince 1-0 in casa.
Nel giugno 2009 Stefano Rosso, figlio del patron Renzo, diviene presidente, succedendo a Roberto Masiero, in carica dal 2001.
Nel 2009-2010, in Lega Pro Seconda Divisione, il Bassano giunge 7º, ma nell'agosto 2010 viene ripescato nella Lega Pro Prima Divisione a seguito dei fallimenti occorsi a numerosi club delle categorie superiori. Il Bassano torna così in terza serie dopo 70 anni esatti dall'ultima apparizione. Nella Lega Pro Prima Divisione 2010-2011 il Bassano arriva 11º, per poi retrocedere in Lega Pro Seconda Divisione nel 2011-2012 a seguito del pareggio all'ultima giornata, in casa del Trapani, per 3-3 (che pure nega la promozione in serie B ai siciliani). Nel campionato 2012-2013 il Bassano arriva 4º in campionato, per poi perdere la semifinale play-off contro il Monza.
L'anno successivo il Bassano vince il suo girone con 12 punti di vantaggio sulla seconda in classifica. Il successo nel torneo vale l'accesso alla Supercoppa di Lega di Seconda Divisione, nella quale i giallorossi vincono sia l'andata che il ritorno contro il Messina.
Alla fine della stagione il tecnico Mario Petrone e il capitano Berrettoni (tra i maggiori artefici della buona stagione appena conclusa) lasciano Bassano del Grappa per accasarsi ad Ascoli Piceno. La società chiama allora il tecnico Antonino Asta e ingaggia tra gli altri il fantasista Angelo Raffaele Nolé. Nella stagione 2014-2015 il Bassano disputa un campionato di vertice, chiudendo la classifica del girone A di Lega Pro in testa, a pari merito col Novara, che tuttavia risulta vincitore per la miglior classifica avulsa. Il Bassano si qualifica quindi per i play-off promozione: al primo turno supera ai calci di rigore la Juve Stabia (quarta classificata nel girone C) in una gara secca casalinga, incontrando nelle semifinali la Reggiana (terza classificata del girone B), vittoriosa proprio sull'Ascoli degli ex Petrone e Berrettoni. Dopo aver battuto anche gli emiliani (anche in questo caso ai rigori) i giallorossi si qualificano quindi alla finale, ove incontrano il Como; nel doppio confronto della finale, la sconfitta per 2-0 all'andata in trasferta e il pareggio per 0-0 nel ritorno casalingo sanciscono la promozione del Como in serie B ai danni del Bassano.
Nella stagione 2015-2016 il Bassano (allenato da Stefano Sottili dopo la partenza di Antonino Asta) si classifica terzo nel girone A della Lega Pro e accede ai play-off, dove affronta il Lecce in gara unica esterna (in virtù del maggior numero di punti conquistati dai salentini, giunti terzi nel girone C) presso lo stadio Via del Mare, ove il Bassano perde per 3-0 e viene eliminato.

### 2018: la rifondazione
In vista della stagione 2018-2019 la famiglia Rosso rileva all'asta fallimentare i cespiti del fallito Vicenza Calcio e li conferisce al Bassano Virtus, che muta ragione sociale in L.R. Vicenza Virtus S.p.A. e sposta la propria sede sociale nel capoluogo onde rilevarne la ricca tradizione sportiva.
Per non lasciare Bassano priva di un club calcistico, sotto l'egida dell'amministrazione comunale viene dunque costituita una nuova società denominata Football Club Bassano 1903 Associazione Sportiva Dilettantistica, che si propone quale continuatrice della storia giallorossa. Grazie all'incorporazione dell'Associazione Calcio Dilettantistica Mussolente, il "nuovo Bassano" riesce ad evitare la partenza dal fondo della piramide calcistica nazionale, debuttando in Prima Categoria veneta.
Il "nuovo Bassano", presieduto da Fabio Campagnolo, con una rosa del tutto rifondata e affidata al tecnico Francesco Maino, vince per distacco il proprio girone, con oltre 16 punti di margine sull'Azzurra Sandrigo, accedendo così alla Promozione, che poi l'anno seguente parimenti vince, salendo ulteriormente in Eccellenza.
Nell'estate 2021 la società presenta istanza in FIGC per reintegrare il termine Virtus nella propria ragione sociale; tuttavia il L.R. Vicenza, chiamando in causa la propria titolarità del marchio Bassano Virtus Soccer Team, diffida il club giallorosso dal dare seguito a tele decisione, che viene pertanto ritirata.
Dopo tre stagioni in Eccellenza disputate ai vertici, ma senza riuscire a salire ulteriormente, il Bassano nel maggio 2023 avvia il processo di fusione con due club di comuni limitrofi, il Cartigliano e l'Union Eurocassola, al fine di costituire un'unica prima squadra sotto il nome del Bassano, così da riportare i colori giallorossi in Serie D grazie al titolo sportivo del Cartigliano. Mentre è in corso l'iter per tale fusione, la squadra arriva seconda nel proprio girone d'Eccellenza (alle spalle della Clivense) e si qualifica ai play-off, riuscendo poi a vincere la propria finale nazionale contro il Progresso di Castelmaggiore e a ottenere in tal modo sul campo il pass per il massimo campionato dilettantistico. In virtù di ciò, il Cartigliano decide di cedere il proprio titolo sportivo al Montebelluna, previo trasferimento della sede sociale a Riese Pio X.

## Colori e simboli

### Colori
I colori sociali del club sono il giallo e il rosso, mutuati dal blasone araldico della città di Bassano del Grappa. La divisa casalinga del club presenta generalmente le suddette tinte disposte con un motivo a strisce verticali di uguale larghezza.

### Simboli ufficiali

#### Stemma
Negli anni della gestione Rosso, il Bassano adottava come logo la silhouette di un calciatore intento a provare una rovesciata.
A seguito della rifondazione del 2018 il club si riconosce in uno scudo giallo e rosso, all'interno del quale è situato il disegno mutuato dallo stemma cittadino della torre retta dai leoni rampanti, unitamente alla denominazione societaria.

Stemma adottato a seguito dell'acquisizione da parte della famiglia Rosso, fino al 2008
Lo stemma dal 2008 al 2018

## Strutture

### Stadio
La squadra gioca le partite casalinghe allo stadio Rino Mercante di Bassano del Grappa, impianto dotato di 2.952 posti (in larga parte coperti) e di un velodromo; il fondo del terreno è in erba naturale, misurante 105 x 65 m.

### Centro di allenamento
Il Bassano svolge i propri allenamenti nel centro sportivo di Sacro Cuore di Romano d'Ezzelino (VI).

## Società

### Organigramma societario
- Lara Bertoncello - Presidente
- Ermanno Hinterwipflinger - Vicepresidente
- Giovanni Campagnolo - Socio fondatore
- Fabio Campagnolo - Socio fondatore
- Giorgio Campagnolo - Socio fondatore
- Luca Costenaro - Socio fondatore
- Onofrio Gheno - Socio fondatore
- Luca Bertapelle - Direttore generale
- Cristian Giacometti - Direttore sportivo
- Francesco Andreotti - Tesoriere
- Massimo Manfron - Responsabile amministrativo
- Lino Fioravanzo - Segretario
- Myriam Loro - Addetto associati
- Barbara Tedesco - Addetto stampa
- Stefano Polo - Magazziniere

### Sponsor
Di seguito la cronologia dei fornitori tecnici e degli sponsor ufficiali.
| Cronologia degli sponsor tecnici - 1981-1984 Essegi Sport - 1984-1986 Diadora - 1986-1995 Essegi Sport - 1995-1996 Rigoni Sport - 1996-1999 Lotto - 1999-2001 Virma - 2001-2004 Sportika - 2004-2008 Kappa - 2008-2012 Adidas - 2012-2018 Lotto - 2018-2021 Joma - 2021- CMP |

### Settore giovanile
Il settore giovanile del Bassano è costituito dalle formazioni Under-17, Giovanissimi Under-15, Esordienti, Pulcini, Piccoli Amici e Primi Calci.

## Allenatori e presidenti
- 1920-1937 ...
- 1937-1938 Club inattivo
- 1938-1941 ...
- 1941-1942  Antonio Gemo[16]
- 1942-1944 …
- 1944-1945 Club inattivo
- 1945-1981 ...
- 1981-1982  Pierluigi Busatta
- 1982-1984  Sergio Gasparin
- 1984-1985  Franco Stevanato
- 1985-1987  Chinesinho
- 1987-1988  Luigi Nave
- 1988-1991  Gianni Tona
- 1991-1993  Ezio Glerean
- 1993-1994  Giuseppe Pillon
- 1994-1995  Roberto Spollon
 Renzo Rocchi
- 1995-1996  Gianni Tona
 Claudio Terzulli
- 1996-1997  Maurizio Sandri
 Luciano Loro
- 1997-1998  Luciano Loro
 Claudio Coppi
- 1998-1999  Gianni Rossi
 Francesco Feltrin
- 1999-2000  Paolo Favaretto
 Umberto Trinca
- 2000-2001  Ennio Gazzetta
- 2001-2004  Luca Gotti
- 2004-2005  Ennio Dal Bianco
- 2005-2006  Maurizio Sandri (1ª-18ª)
 Ezio Glerean (19ª-34ª)
- 2006-2008  Ezio Glerean
- 2008-2009  Ezio Glerean (1ª-19ª)
 Giorgio Roselli (20ª-34ª e play-off)
- 2009-2010  Giorgio Roselli (1ª-7ª)[17]
 Massimo Beghetto (8ª-34ª)
- 2010-2011  Osvaldo Jaconi
- 2011-2012  Osvaldo Jaconi (1ª-26ª)
 Giuseppe Brucato (27ª-34ª)[18]
- 2012-2013  Claudio Rastelli
- 2013-2014  Mario Petrone
- 2014-2015  Antonino Asta
- 2015-2016  Stefano Sottili
- 2016-2017  Luca D'Angelo (1ª-27ª)
 Valerio Bertotto (28ª-38ª e play-off)
- 2017-2018  Giuseppe Magi (1ª-17ª)
 Giovanni Colella (18ª-38ª e play-off)
- 2018-2021  Francesco Maino
- 2021-2022  Francesco Maino (1ª-11ª)
 Alessandro Pontarollo (12ª-24ª)
- 2022-2023  Ezio Glerean (1ª-35ª)
 Filippo Sambugaro (36ª e play-off)
- 2023-2024  Alessandro Pontarollo
- 2024-  Gianluca Zattarin

- 1920-? ...
- ?-1935  Barone Sturm
- 1935-1936  Giovanni Carlesso
- 1936-1937 Comitato straordinario
- 1937-1938 Club inattivo
- 1938-1944 ...
- 1944-1945 Club inattivo
- 1945-? ...
- 1946-1956  Antonio Gerolimetto
- 1956-1966  Giorgio Tassotti
- 1966-1968  Lazzarotti
- 1968-1973  Sergio Campana
- 1973-1980  Franco Pianezzola
- 1980-1986  Renato Sonda
- 1986-1992  Manlio Sorio
- 1992-1994  Luciano Farronato
- 1994-1996  Antonio Rinaldo
- 1996-2003  Maurizio Marchiori
- 2003-2009  Roberto Masiero
- 2009-2018  Stefano Rosso
- 2018-2022  Fabio Campagnolo
- 2022-2023  Massimo Tolfo
- 2023-2024  Francesco Baggio
- 2024-  Lara Bertoncello

## Calciatori

### Capitani
- ... (1920-2004)
- Elia Pavesi (2004-2011)
- Emanuele Berrettoni (2011-2014)
- Simone Iocolano (2014-2016)
- Nicola Bizzotto (2016-2018)
- Mario Frechesen (2018-2019)
- Mattia Battistella (2019-2020)
- Alex Pellizzer (2020-2023)
- Alberto Marchiori (2023-)

### Contributo alle Nazionali
L'unico calciatore che durante la propria militanza nel Bassano ha giocato per la sua nazionale è stato il kosovaro Ardit Gashi che ha totalizzato 5 presenze con la Nazionale Under-21 di calcio del Kosovo.

## Palmarès

### Competizioni nazionali
- Coppa Italia Serie C: 1

2007-2008
- Supercoppa di Lega di Seconda Divisione: 1

2014
- Scudetto Serie D: 1

2004-2005

### Competizioni interregionali
- Lega Pro Seconda Divisione: 1

2013-2014 (girone A)
- Serie D: 1

2004-2005 (girone C)
- Campionato Interregionale: 1

1985-1986 (girone C)

### Competizioni regionali
- Eccellenza: 1

1996-1997 (girone A)
- Promozione: 3

1953-1954 (girone C), 1982-1983 (girone A), 2019-2020 (girone B)
- Seconda Divisione: 1

1932-1933 (girone A), 1939-1940
- Prima Categoria: 3

1969-1970 (girone B), 1978-1979 (girone A), 2018-2019 (girone F)
- Campionato italiano di terza divisione: 1

1927-1928 (girone C)
- Quarta Divisione: 2

1923-1924 (girone D), 1924-1925 (girone D)

### Competizioni giovanili
- Campionato Juniores Nazionali: 1

2003-2004
- Campionato Giovanissimi Dilettanti: 1

1998-1999

### Altri piazzamenti
- Lega Pro:

Secondo posto: 2014-2015 (girone A)
Terzo posto: 2015-2016 (girone A)
- Serie C2:

Secondo posto: 2007-2008 (girone B)
- Serie D:

Secondo posto: 2002-2003 (girone C)
- Campionato Nazionale Dilettanti:

Terzo posto: 1993-1994 (girone D), 1998-1999 (girone C)
- Campionato Interregionale:

Terzo posto: 1984-1985 (girone D)
- Eccellenza:

Secondo posto: 2022-2023 (girone A)
- Promozione:

Terzo posto: 1952-1953 (girone C)
- Prima Categoria:

Secondo posto: 1960-1961 (girone B), 1961-1962 (girone A), 1968-1969 (girone B)
Terzo posto: 1966-1967 (girone A)
- Campionato Interregionale - Seconda Categoria:

Secondo posto: 1957-1958 (girone C)
- Seconda Divisione:

Terzo posto: 1930-1931, 1931-1932
- Campionato italiano di terza divisione:

Terzo posto: 1926-1927 (girone A)
- Coppa Veneto

Semifinalista: 2018-2019
- Coppa Italia Dilettanti Veneto:

Finalista: 1996-1997

## Statistiche e record

### Partecipazione ai campionati
Campionati nazionali
| Livello | Categoria                                     | Partecipazioni | Debutto   | Ultima stagione | Totale |
| ------- | --------------------------------------------- | -------------- | --------- | --------------- | ------ |
| 3º      | Seconda Divisione                             | 1              | 1928-1929 | 1928-1929       | 14     |
| 3º      | Prima Divisione                               | 2              | 1933-1934 | 1934-1935       | 14     |
| 3º      | Serie C                                       | 6              | 1941-1942 | 2017-2018       | 14     |
| 3º      | Lega Pro Prima Divisione                      | 2              | 2010-2011 | 2011-2012       | 14     |
| 3º      | Lega Pro                                      | 3              | 2014-2015 | 2016-2017       | 14     |
| 4º      | Seconda Divisione                             | 1              | 1929-1930 | 1929-1930       | 26     |
| 4º      | Promozione Interregionale                     | 4              | 1948-1949 | 1951-1952       | 26     |
| 4º      | IV Serie                                      | 3              | 1954-1955 | 1956-1957       | 26     |
| 4º      | Campionato Interregionale                     | 1              | 1958-1959 | 1958-1959       | 26     |
| 4º      | Serie D                                       | 10             | 1959-1960 | 2025-2026       | 26     |
| 4º      | Serie C2                                      | 3              | 2005-2006 | 2007-2008       | 26     |
| 4º      | Lega Pro Seconda Divisione                    | 4              | 2008-2009 | 2013-2014       | 26     |
| 5º      | Campionato Interregionale - Seconda Categoria | 1              | 1957-1958 | 1957-1958       | 22     |
| 5º      | Campionato Interregionale                     | 9              | 1983-1984 | 1991-1991       | 22     |
| 5º      | Campionato Nazionale Dilettanti               | 6              | 1992-1993 | 1998-1999       | 22     |
| 5º      | Serie D                                       | 6              | 1999-2000 | 2004-2005       | 22     |

Campionati regionali
| Livello | Categoria         | Partecipazioni | Debutto   | Ultima stagione | Totale |
| ------- | ----------------- | -------------- | --------- | --------------- | ------ |
| I       | Eccellenza        | 3              | 1995-1996 | 2021-2022       | 28     |
| I       | Promozione        | 8              | 1952-1953 | 1982-1983       | 28     |
| I       | Prima Categoria   | 8              | 1960-1961 | 1967-1968       | 28     |
| I       | Prima Divisione   | 3              | 1936-1937 | 1940-1941       | 28     |
| I       | Seconda Divisione | 3              | 1930-1931 | 1932-1933       | 28     |
| I       | Terza Divisione   | 3              | 1925-1926 | 1927-1928       | 28     |
| II      | Promozione        | 1              | 2019-2020 | 2019-2020       | 6      |
| II      | Prima Categoria   | 3              | 1968-1969 | 1978-1979       | 6      |
| II      | Quarta Divisione  | 2              | 1923-1924 | 1924-1925       | 6      |
| III     | Prima Categoria   | 1              | 2018-2019 | 2018-2019       | 1      |

### Partecipazione alle coppe
| Competizione                            | Partecipazioni | Debutto   | Ultima stagione | Totale |
| --------------------------------------- | -------------- | --------- | --------------- | ------ |
| Coppa Italia                            | 4              | 2014-2015 | 2017-2018       | 4      |
| Coppa Italia Serie C                    | 4              | 2005-2006 | 2017-2018       | 13     |
| Coppa Italia Lega Pro                   | 9              | 2008-2009 | 2016-2017       | 13     |
| Supercoppa di Lega di Seconda Divisione | 1              | 2014      | 2014            | 1      |
| Coppa Italia Serie D                    | 7              | 1999-2000 | 2023-2024       | 7      |
| Poule Scudetto                          | 1              | 2004-2005 | 2004-2005       | 1      |

## Tifoseria
Il Bassano ha un tifo generalmente ridotto e localizzato data la vicinanza di molte squadre di tradizione sportiva molto superiore. Un altro motivo è la permanenza per lungo tempo nei campionati regionali o dilettantistici e il non essere mai andato oltre la terza serie nazionale.
Il tifo organizzato a Bassano nasce nel 2005, quando, dopo la promozione in Serie C2, un gruppo di ragazzi fonda il primo gruppo di ultras, chiamato Boys Bassano '05. Il gruppo non risultava ideologicamente e politicamente schierato. Dopo dieci anni di attività i Boys Bassano '05 si sciolgono nel 2015 e al loro posto dopo alcuni anni nasce una nuova organizzazione di ultras: il Gruppo Grappa che è attualmente attivo.

### Gemellaggi e rivalità
Rapporti di amicizia sono segnalati con il gruppo Rabaltai Sitadea di Cittadella.
Le principali rivalità sono quelle contro gli ultras del Pordenone, del Giorgione, infine del Mestre.